# Spray (fiume)
Lo Spray è un piccolo fiume dell'Alberta occidentale, Canada, lungo 64 km. È un affluente del fiume Bow.
Lo Spray ha le sue sorgenti nell'area del Parco nazionale Banff nelle Montagne Rocciose Canadesi, scorre in direzione nord, tra lo Spray Valley Provincial Park ed il Bow Valley Wildland, due parchi della zona. In questa parte del fiume si formano lo Spray River Reservoir ed il Goat Pond.
La vallata è percorsa dalla Highway 40, nel sistema di comunicazione del Kananaskis.
Nell'ultimo tratto del suo corso, lo Spray scorre in direzione nord-ovest in direzione di Banff dove confluisce nel fiume Bow.